# Daniel Ramírez Fernández
Daniel Ramírez Fernández (Leganés, Madrid, 18 de junio de 1992), más conocido futbolísticamente como Dani Ramírez, es un futbolista español que juega de centrocampista en el Manisa F. K. de la TFF Primera División.

## Trayectoria
Se formó en la cantera del Real Madrid Club de Fútbol durante tres años. Posteriormente jugó en el Valencia Club de Fútbol Mestalla y el Getafe Club de Fútbol "B".
Luego pasó por el Club Internacional de Madrid antes de marcharse al Stomil Olsztyn para jugar en la I Liga de Polonia.
El 25 de junio de 2018 firmó por el ŁKS Łódź, con el que logró el ascenso a la Ekstraklasa al término de la temporada 2018-19 en la que fue designado mejor jugador gracias a sus nueve goles y quince asistencias.
Comenzó la primera vuelta de la temporada 2019-20 siendo incluido en el 'Once Ideal' de las tres primeras jornadas de Liga. En sus primeros 20 encuentros firmó seis goles y cuatro asistencias en sus primeros 20 encuentros.
El 6 de febrero de 2020 fue traspasado al Lech Poznań, comprometiéndose hasta junio de 2023. Con este equipo ganó la Ekstraklasa 2021-22 antes de rescindir su contrato al inicio de la siguiente temporada. No estuvo mucho tiempo sin equipo, ya que a los tres días fichó por el S. V. Zulte Waregem belga.
En julio de 2023, después de haber vivido un descenso en Waregem, regresó al ŁKS Łódź. Esta segunda etapa en el club duró un año y el 1 de agosto de 2024 firmó por una temporada, más otra opcional, con el Manisa F. K.

## Clubes
| Club                         | País    | Año       |
| ---------------------------- | ------- | --------- |
| Real Madrid C. F. "C"        | España  | 2011-2014 |
| Valencia C. F. Mestalla      | España  | 2014-2016 |
| Getafe C. F. "B"             | España  | 2016      |
| Club Internacional de Madrid | España  | 2016-2017 |
| Stomil Olsztyn               | Polonia | 2017-2018 |
| ŁKS Łódź                     | Polonia | 2018-2020 |
| Lech Poznań                  | Polonia | 2020-2022 |
| S. V. Zulte Waregem          | Bélgica | 2022-2023 |
| ŁKS Łódź                     | Polonia | 2023-2024 |
| Manisa F. K.                 | Turquía | 2024-     |

## Palmarés

### Títulos nacionales
| Título      | Club        | País    | Año  |
| ----------- | ----------- | ------- | ---- |
| Ekstraklasa | Lech Poznań | Polonia | 2022 |

### Distinciones individuales
| Distinición                           | Año  |
| ------------------------------------- | ---- |
| Mejor jugador de la I Liga de Polonia | 2019 |